# Ian Steel
Ian Steel, właśc. John Steel (ur. 28 grudnia 1928 w Glasgow, Szkocja, zm. 20 października 2015) – szkocki kolarz szosowy, który w barwach Wielkiej Brytanii wygrał Wyścig Pokoju w 1952 r., mistrz Wielkiej Brytanii.

## Życiorys
Ian Steel w wieku 18 lat w 1946 roku został członkiem klubu Glasgow United. Jego pierwszym startem była jazda na czas na dystansie 25 mil (~40km). Ukończył go na trzecim miejscu z czasem 1h 13'55" i stratą dwóch minut do zwycięzcy. Później wygrał podobne zawody na dystansach 25, 50 i 100 mil oraz wyścig 12-godzinny.

Steel rozpoczął swoją karierę kolarską w czasie, gdy w Wielkiej Brytanii trwał spór pomiędzy National Cyclists' Union (NCU) i British League of Racing Cyclists (BLRC). BLRC zaczęło organizować wyścigi szosowe ze wspólnym startem. Takiej formie rozgrywania zawodów sprzeciwiała się jeszcze od końca XIX wieku NCU. W 1951 r. Steel przeniósł się z Glasgow United do Glasgow Wheelers. Ten ostatni zespół popierał działania BLRC.

BLRC wysyłała zespoły narodowe na wyścigi zagraniczne, dzięki czemu w 1951 r. Steel znalazł się w drużynie Szkocji na wyścig Paryż – Lens, który ukończył na drugim miejscu. Jego wynik wywarł pozytywne wrażenie na półzawodowym zespole sponsorowanym przez Viking Cycles i został jego członkiem. Jeszcze w tym samym roku wygrał Tour of Britain (odniósł również trzy etapowe zwycięstwa). Rok później wygrał kolejny etap w tym samym wyścigu i został mistrzem Wielkiej Brytanii w wyścigu szosowym ze startu wspólnego.

## Wyścig Pokoju
W 1952 r. Steel znalazł się w drużynie Wielkiej Brytanii, którą BLRC wysłała na Wyścig Pokoju. Po ósmym etapie z Lipska do Chemnitz został liderem wyścigu. Żółtą koszulkę przodownika wyścigu dowiózł do mety w Pradze i został jego tryumfatorem, pomimo iż nie wygrał żadnego etapu. Wyprzedził drugiego na mecie Jana Veselego z Czechosłowacji o dwie i pół minuty. Zwyciężył również ze swoją drużyną w klasyfikacji drużynowej. W ten sposób został pierwszym kolarzem ze Zjednoczonego Królestwa, który wygrał wyścig etapowy.

### Wpływ zwycięstwa na kolarstwo w Wielkiej Brytanii
Zwycięstwo Steela w Wyścigu Pokoju nie pozostało bez wpływu na konkurujące brytyjskie stowarzyszenia kolarskie. BLRC została zaakceptowana przez UCI, która zmusiła oba brytyjskie podmioty do współpracy. Skutkiem tego siedem lat po tryumfie Steela połączyły się one tworząc British Cycling Federation (obecnie British Cycling).

## Późniejsza kariera
Do 1955 roku Steel jeździł w barwach Viking Cycles. W tym właśnie roku znalazł się w brytyjskiej drużynie zgłoszonej do startu w Tour de France. Był to pierwszy brytyjski zespołowy start w tym wyścigu. Drużyna w przeważającej części składała się z kolarzy konkurującego z Viking Cycles zespołu sponsorowanego przez Hercules Cycle and Motor Company. Również manager brytyjskiego zespołu był członkiem drużyny Herculesa. Doprowadziło to do tarć wewnątrz zespołu i oskarżeń o faworyzowanie członków jednej z drużyn. W efekcie tego Steel wycofał się z wyścigu. Ostatecznie Tour de France w 1955 r. ukończyło tylko dwóch kolarzy z brytyjskiego zespołu.
Po zakończeniu sezonu przeniósł się razem z dwoma innymi Brytyjczykami do szwajcarskiego zespołu Cilo-St. Raphaël, którego największą gwiazdą był Hugo Koblet. Po roku startów w tym zespole Steel powrócił do Wielkiej Brytanii i ponownie startował w barwach Viking Cycles.

## Nagrody
W latach 90. XX w. magazyn Cycling Weekly postanowił poświęcić jedną ze stron Złotej Księgi Kolarstwa Ianowi Steelowi chcąc uczcić w ten sposób jego osiągnięcia.

## Sukcesy
- 1951
  -  1. miejsce w mistrzostwach Szkocji w kolarstwie szosowym
  - 1. miejsce w klasyfikacji generalnej Tour of Britain
    - 1. miejsce na 3., 6. i 7. etapie Tour of Britain

- 1952
  -  1. miejsce w mistrzostwach Wielkiej Brytanii w kolarstwie szosowym.
  -  1. miejsce w klasyfikacji generalnej Wyścigu Pokoju
  - 5. miejsce w klasyfikacji generalnej Tour of Britain
    - 1. miejsce na 9. etapie Tour of Britain

- 1953
  - 2. miejsce w mistrzostwach Wielkiej Brytanii w kolarstwie szosowym.